# Литературный музей Максима Богдановича
Литературный музей Максима Богдановича — музей в Минске, посвященный жизни и творчеству классика белорусской литературы Максима Адамовича Богдановича, расположенный в двухэтажном здании № 7а по ул. М. Богданович в Троицком предместье. Недалеко от этого места находился дом, который к сожалению не сохранился, в котором родился классик белорусской литературы Максим Богданович.

## История
Постановление о создании Литературного музея Максима Богдановича было принято 19 сентября 1980 года. Создан 1 апреля 1981 года. В 1986-2001 годах входил в Объединение государственных литературных музеев. В 2001-2014 годах был самостоятельным учреждением с двумя филиалами: «Беларуская хатка» и «Фольварк Ракутёвщина». С 2014 года является филиалом Государственного музея истории белорусской литературы.
Музей был открыт для посетителей 8 декабря 1991 года, к 100-летию со дня рождения Максима Богдановича. В доме, лишенном мемориала,  с помощью экспонатов и художественных приемов, воссозданный неповторимый поэтический мир поэта и его жизненный путь  . Вторая экспозиция встретила посетителей 9 декабря 2016 года, когда торжественно отмечалось 125-летие со дня рождения Максима Богдановича.
В 1996 году, когда директором работал Алесь Беляцкий, часть сотрудников музея начала помогать арестованным политическим активистам и их родственникам. Так возник родился правозащитный центр «Вясна»  .

## Экспозиция
Экспозиция музея состоит из пяти залов:

### Зал 1. Детство поэта. Истоки таланта. Циклы «Звуки Отчизны» и «В заколдованном царстве»
Экспозиция начинается с художественной работы Петра Драчёва «Минск 1891 года», которая представляет собой реконструкцию древнего центра Минска — Верхнего города. Над панорамой — герб Минска, который был присвоен городу в 1591 году.
Доминанта первого зала — стенд с материалами белорусских фольклористов (Я. Чечота, Е. Романова, П. Шейна), которые передают настроение первых циклов «Венка». В центре стенда книга — этнографический очерк Адама Богдановича «Пережитки древнего миросозерцания у белоруссов» (Гродно, 1895 год).
Художественное оформление зала: гипсовая лепнина на потолке частично повторяет орнамент полотенца; изделия из соломы напоминают Змеиного Царя, косы русалок, лесные, болотные и полевые цветы. Пояс матери символизирует память о Родине. Над ним помещены два фотоснимка Максима: оригинал — Максим с братьями и тётей Марией (Нижний Новгород); муляж-выкадровка в круглой рамке в увеличенном виде.

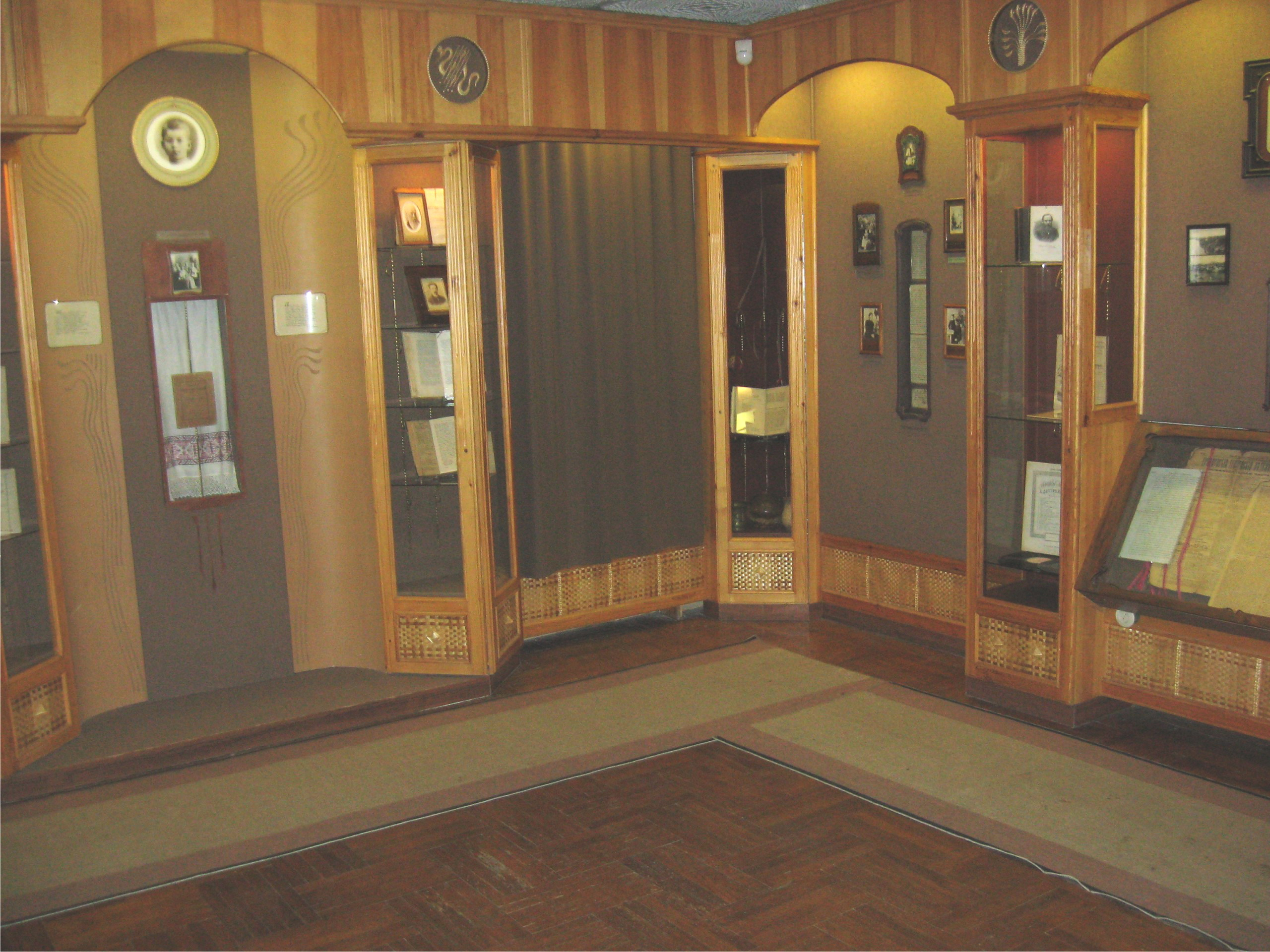
Первый зал.

### Зал 2. Становление творческой индивидуальности
Композиционным ядром зала является графический ряд из 12-ти фигур религиозных и культурных деятелей древней Белоруссии. Второй ряд — фотоснимки белорусских деятелей XIX — начала XX столетий. Экспонаты-символы — слуцкий пояс и Третий статут Великого княжества Литовского.

### Зал 3. Расцвет творческого таланта.
В этом зале две основные доминанты — сборник «Венок» на отдельном стенде и стенд-ниша с экспонатами, в которых отражена творческая индивидуальность «Певца творческой красы».
Также экспонируются «Венки» с автографом поэта, подаренные тётям — Марие и Магдалене, а также двоюродной сестре Анне Гапанович. Хранится в музее и «Венок», который принадлежал поэту Владимиру Дубовке.
Экспонируется «Венок» с автографом-посвящением Нюце Гапанович. Сборник показан в кожаной с тиснением оправе на отдельном стенде. Рисунок с обложки «Венка», сделанный в 1905 году неизвестным белорусским художником (учеником Штиглицкой школы, по воспоминаниям В. Ластовского) повторён на стенде.
Стенд-ниша в своём центре содержит снимок М. Богдановича 1911 года, с двух сторон от него «Наша нива» с «Повествованием о иконнике и золотаре» и «Рождественской историей» из Апокрифа. Экспонатом-символом является репродукция гравюры «Христос, который постучался» (иллюстрация к Апокрифу, XIX век), принадлежавший самому близкому другу поэта — Дыядору Дебольскому.

### Зал 4. Мадонны

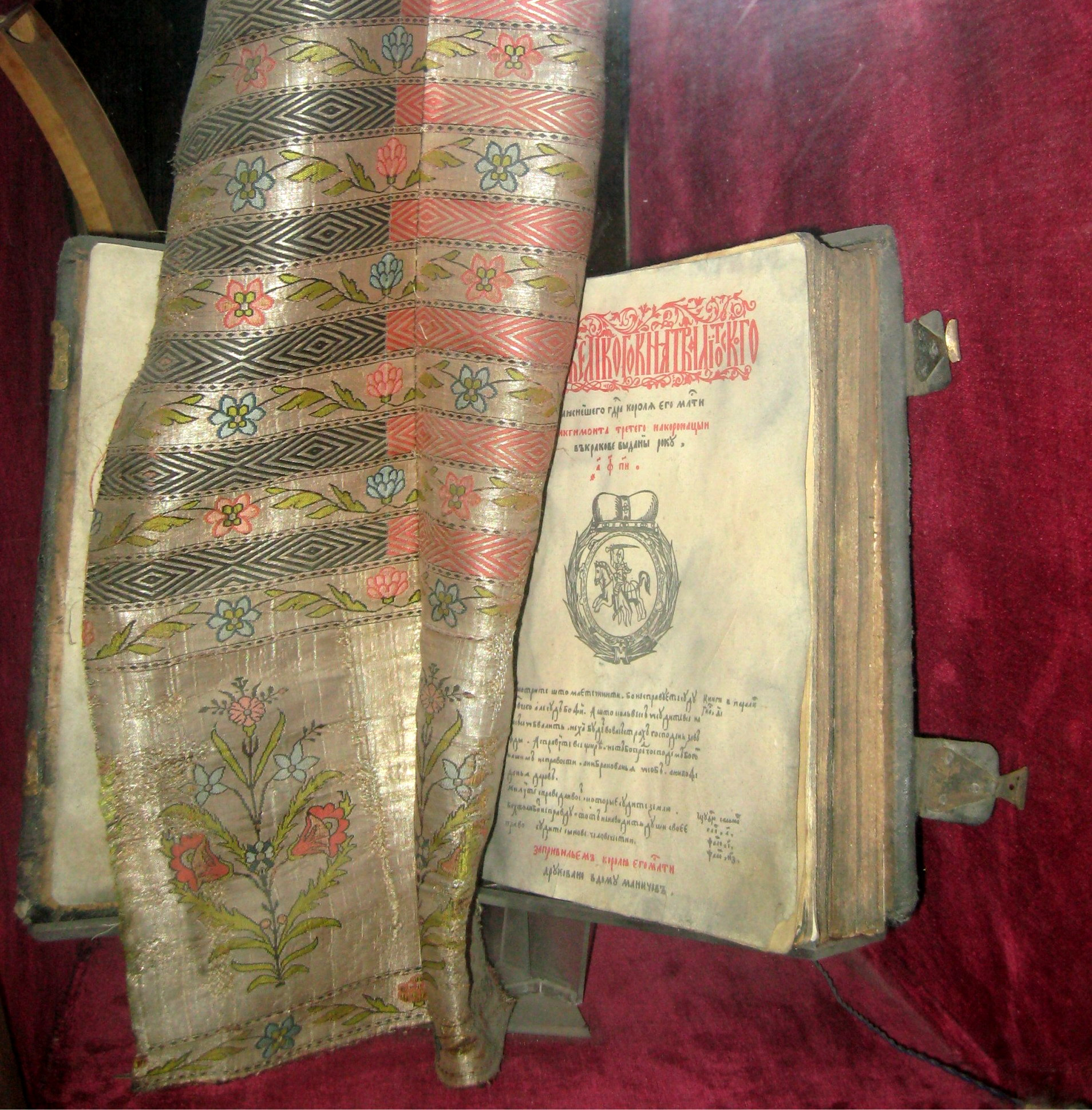
Слуцкий пояс и Третий статут Великого княжества Литовского

Эта зал отличается от предыдущих введением двух интерьерных узлов с личными вещами Анны Кокуевой и Анны Гапанович.
Лучи дневного света попадают в зал через полихромные (светлых цветов) витражи с изображением колосьев и васильков. Кресовая композиция, образованная лепниной на потолке (тёмно-малиновый крест), разделяет зал на три условные части и объединяет доминанты зала: гравюру «Сикстинская Мадонна»; рукописный сборник «Зеленя», посвящённый Нюце Гапанович (в овальной с позолотой нише); портрет Анны Кокуевой. Крест на потолке соединяет гравюру со сборником «Венец» в третьем зале, они находятся на одной экспозиционной линии.
Гелиогравюра «Сикстинская Мадонна» — фрагмент знаменитого шедевра эпохи Возрождения — картины Рафаэля Санти. Автор — Ханфштайнгль (1804—1877). «Мадонна» была подарена Максимом Горьким; вероятно во время брака Адама Богдановича с Александрой Волжиной. Под гравюрой помещён фотоснимок Марии Богданович с Максимом (1892—1893).
Среди мемориальных вещей Кокуевой выделяется большой портрет Ани в младенчестве. Этот портрет видел Максим Богданович в гостиной Кокуевых, где собиралась молодёжь и Анна играла на фортепиано.
Среди фотографий, документов, личных вещей Анны Гапанович центральное место принадлежит рукописному сборнику «Зеленя», помещённому в овальной нише вместе с фотографией Анны Гапанович. Это небольшая тетрадь в линейку, немного потемневшая от времени. На первой странице написано: «Максим Богданович. „Зеленя“. Стихи. Перевод с белорусского автора. — Ярославль, 1909, 13 гг.». Оригинал «Зеленя» хранился с 1914 года у Анны Гапанович, а после её смерти (1941) — у её сестры Веры и, наконец, у Натальи Кунцевич, которая и передала его в дар музею в 1981 году. Это один из первых экспонатов музея.

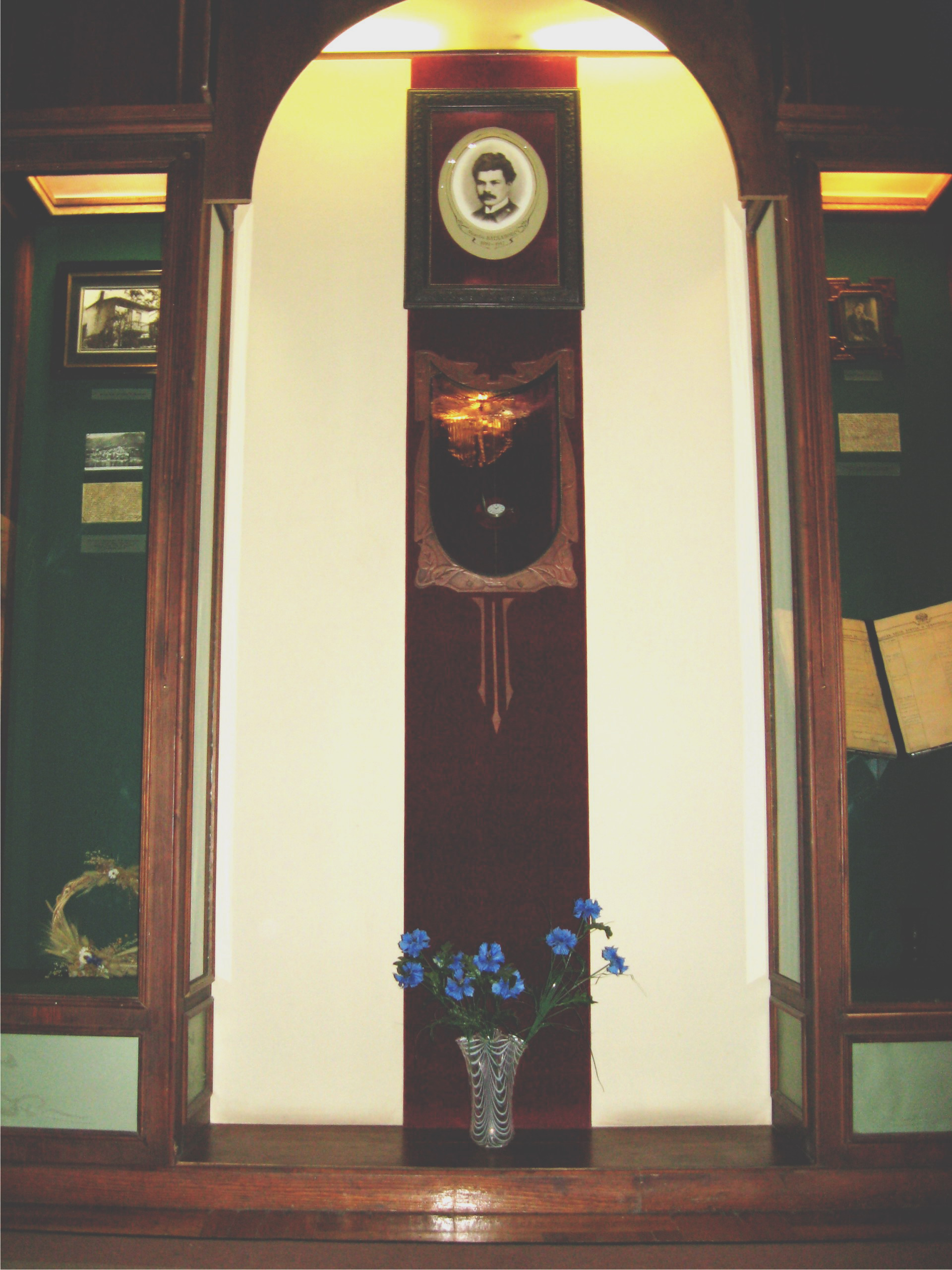
Часы

На столике возле углового стенда с фотографией тёти Марии в белорусском народном одеянии и маленькой Наташей Кунцевич экспонируется детская игрушка — медведь Васенька, его 22-летний Максим Богданович подарил в один из приездов из Ярославля в Нижний Новгород двухлетней племяннице Наташе — внучке тёти Магдалены. Подарок Наталья Кунцевич сберегла и передала в музей.

### Зал 5. Смерть поэта. Неосуществлённые задумки
Атмосфера трагизма последних месяцев жизни поэта, несбыточность мечтаний и желаний в пятой зале передаются через символику экспонатов и сложное художественное решение. В сравнении с предыдущими, этот зал менее насыщен экспонатами. Лепнина и металлические украшения на потолке и стенах через идею и образ Потерянного Лебедя отражающие тему неосуществлённых замыслов поэта. Часы поэта, подаренные Максиму отцом после окончании гимназии и отсчитывавшие последние минуты его жизни экспонируется под портретом.
Художественное оформление экспозиции (витражи, отделка потолка) стилизовано под искусство стиля модерн.

## Выставочная деятельность
Музей проводит активную выставочную деятельность. На первом этаже здании находится выставочный зал, которая используется для тематических выставок предметов из фондов музея и для выставок произведений белорусских художников. Кроме того часто создаются мини-выставки в холле музея. Тематика выставок различна: от отдельных периодов жизни Максима Богдановича, связанных с ним мест и лиц к юбилеям исследователей его творчества и музейщиков.

## Фонды
Если на начало 2006 года в фондах Литературного музея М. Богдановича насчитывалось 16 946 единиц хранения музейных предметов основного и научно-вспомогательного фондов, то в 2018 году количество единиц хранения превысило 20 тысяч. Музей постоянно пополняется предметами, связанными с жизнью семьи, родных и друзей Максима Богдановича. Кроме того музей получает в подарок от художников произведения, посвященные местам, где бывал поэт, а также на тему его творчества; от литераторов — книги, связанные с тематикой творчества Максима Богдановича и с именем лиц, близких к нему. Благодаря сотрудничеству с учреждениями культуры и образования Беларуси, России, Украины, Польши, Литвы, Латвии, Эстонии, Словакии происходит обмен копиями музейных предметов и устраиваются совместные выставочные и научные проекты.

## Деятельность музея
Музей ведет научно-фондовую, культурно-образовательную, экспозиционно-выставочную деятельность по своему профилю. Для посетителей проводятся экскурсии, лекции, музейно-педагогические занятия, разнообразные вечеринки, торжества, презентации выставок. В выставочном зале музея проходят презентации книг и вручении литературных премий. Раз в два года музей организует научную конференцию, посвященную Максиму Богдановичу и его влияния на современную культуру, по итогам которой издается сборник научных докладов. Традиционно в музее проводятся мероприятия к Дню рождения Максима Богдановича (9 декабря) и ко Дню памяти поэта (25 мая). В последнее воскресенье июля в филиале «Фольварк Ракутёвщина» проходит ежегодный фестиваль поэзии и песни «Ракуцёўскае лета».